# Katolička Crkva u Africi
Katolička Crkva u Africi dio je opće Katoličke Crkve u punomu zajedništvu s papom i Rimskom kurijom. Afrika je kontinent s najvećim rastom katoličanstva na svijetu. Najzastupljenije katoličke zajednice su u Tropskoj i Sutropskoj, tj. Središnjoj, Jugozapadnoj, Jugoistočnoj i Zapadnoj Africi.
U Africi je kršćanstvo prisutno još od apostolskih vremena, od uspostave Aleksandrijskoga patrijarhata u Egiptu, u I. st. Katolička Crkva nazočna je u državama koje su nekad bile europske kolonije katoličkih država te gdje je razvijeno djelovanje katoličkih misionara.
U Africi je Katolička Crkva razvila snažnu zdravstvenu, obrazovnu i društvenu mrežu. Prema podatcima agencije Fides, u 2017. godina, u Africi je vodila 1298 bolnica, 5256 ambulanta, 229 centara za liječenje gube, 632 staračka doma, 1728 bračnih savjetovališta, 1398 jaslica, 2099 vrtića, 48.673 osnovne škole. Skrbi za gotovo milijun i pol vrtićke djece, 22 milijuna osnovnoškolaca, oko 83 tisuće srednjoškolaca i oko 177 tisuća studenata.